# Luigi Cicuttini
Luigi Cicuttini, italijanski rimskokatoliški duhovnik in škof, * 9. november 1906, Povoletto, † 16. februar 1973

## Življenjepis
23. julija 1933 je prejel duhovniško posvečenje v nadškofiji Videm.
6. aprila 1953 je postal pomožni škof iste nadškofije in naslovni škof Amyzonaa; škofovsko posvečenje je prejel 17. maja istega leta.
Med 30. novembrom 1956 in 7. septembrom 1966 je bil škof Città di Castella.
7. septembra 1966 je postal naslovni škof Lamphue; iz tega položaja je odstopil 5. januarja 1971.